# 東五反田
東五反田（ひがしごたんだ）は、東京都品川区の地名。現行行政地名は東五反田一丁目から東五反田五丁目。住居表示実施済区域。

## 地理
品川区の北部に位置する。町域北部は品川区上大崎・港区白金台に接する。町域東部は港区高輪に接する。町域南東部は品川区北品川に接する。町域南部は目黒川に接し、これを境に品川区大崎に接する。町域西部は山手線の線路に接し、これを境に品川区西五反田に接する。
町域西部には首都高速2号目黒線が通っている。また、町域内を桜田通りが横断している。西縁には山手線・都営浅草線・東急池上線の五反田駅が置かれている。
町域内は五反田駅周辺に商業施設が見られるが、駅周辺以外はオフィスビルや住居用マンション、低層住居などが多く見られる地域となっている。東五反田三丁目付近は通称「島津山」、東五反田五丁目付近は通称「池田山」と呼ばれており、これらの付近は高級マンション、邸宅などが見られ山の手を代表する高級住宅地としても知られる。上皇后美智子も当地（東五反田五丁目）の出身である。

### 地価
住宅地の地価は、2025年（令和7年）1月1日の公示地価によれば、東五反田1-2-39の地点で283万円/m2、
東五反田4-2-11の地点で120万円/m2、東五反田5-17-6の地点で159万円/m2となっている。品川区の中で東五反田1-2-39の住宅地の地価が一番高い。

## 歴史
1932年（昭和7年）10月1日：東京市に編入される。
2019年（令和元年）10月1日、東京都は東五反田一丁目から二丁目を暴力団排除条例に基づき暴力団排除特別強化地域に指定した。

## 世帯数と人口
2023年（令和5年）1月1日現在（東京都発表）の世帯数と人口は以下の通りである。
| 丁目           | 世帯数    | 人口     |
| -------------- | --------- | -------- |
| 東五反田一丁目 | 1,722世帯 | 2,713人  |
| 東五反田二丁目 | 2,457世帯 | 4,659人  |
| 東五反田三丁目 | 1,237世帯 | 2,183人  |
| 東五反田四丁目 | 1,433世帯 | 2,504人  |
| 東五反田五丁目 | 1,943世帯 | 3,491人  |
| 計             | 8,792世帯 | 15,550人 |

### 人口の変遷
国勢調査による人口の推移。
| 年                 | 人口   |
| ------------------ | ------ |
| 1995年（平成7年）  | 8,697  |
| 2000年（平成12年） | 9,157  |
| 2005年（平成17年） | 10,929 |
| 2010年（平成22年） | 13,209 |
| 2015年（平成27年） | 15,077 |
| 2020年（令和2年）  | 16,712 |

### 世帯数の変遷
国勢調査による世帯数の推移。
| 年                 | 世帯数 |
| ------------------ | ------ |
| 1995年（平成7年）  | 4,206  |
| 2000年（平成12年） | 4,735  |
| 2005年（平成17年） | 6,269  |
| 2010年（平成22年） | 7,467  |
| 2015年（平成27年） | 8,581  |
| 2020年（令和2年）  | 9,688  |

## 学区
区立小・中学校に通う場合、学区は以下の通りとなる（2020年4月時点）。
| 丁目           | 番地    | 小学校                 | 中学校           |
| -------------- | ------- | ---------------------- | ---------------- |
| 東五反田一丁目 | 全域    | 品川区立日野学園       | 品川区立日野学園 |
| 東五反田二丁目 | 1〜15番 | 品川区立日野学園       | 品川区立日野学園 |
| 東五反田二丁目 | その他  | 品川区立御殿山小学校   | 品川区立品川学園 |
| 東五反田三丁目 | 全域    | 品川区立日野学園       | 品川区立日野学園 |
| 東五反田四丁目 | 全域    | 品川区立第三日野小学校 | 品川区立日野学園 |
| 東五反田五丁目 | 1〜26番 | 品川区立第三日野小学校 | 品川区立日野学園 |
| 東五反田五丁目 | その他  | 品川区立日野学園       | 品川区立日野学園 |

## 交通

### 鉄道
- 五反田駅（JR山手線・東急池上線・都営地下鉄浅草線）

### バス
- 都営バス
  - 五反田駅前停留所
  - 東五反田一丁目停留所（旧：五反田駅停留所）
  - 東五反田三丁目停留所

## 事業所
2021年（令和3年）現在の経済センサス調査による事業所数と従業員数は以下の通りである。
| 丁目           | 事業所数    | 従業員数 |
| -------------- | ----------- | -------- |
| 東五反田一丁目 | 582事業所   | 11,809人 |
| 東五反田二丁目 | 362事業所   | 17,144人 |
| 東五反田三丁目 | 126事業所   | 1,991人  |
| 東五反田四丁目 | 86事業所    | 1,244人  |
| 東五反田五丁目 | 334事業所   | 7,124人  |
| 計             | 1,490事業所 | 39,312人 |

### 事業者数の変遷
経済センサスによる事業所数の推移。
| 年                 | 事業者数 |
| ------------------ | -------- |
| 2016年（平成28年） | 1,320    |
| 2021年（令和3年）  | 1,490    |

### 従業員数の変遷
経済センサスによる従業員数の推移。
| 年                 | 従業員数 |
| ------------------ | -------- |
| 2016年（平成28年） | 27,638   |
| 2021年（令和3年）  | 39,312   |

## 施設
東五反田一丁目
- 五反田駅
- 五反田東急スクエア（東急五反田ビル<旧白木屋五反田分店→五反田東急ストア→五反田とうきゅう→remy gotanda>）

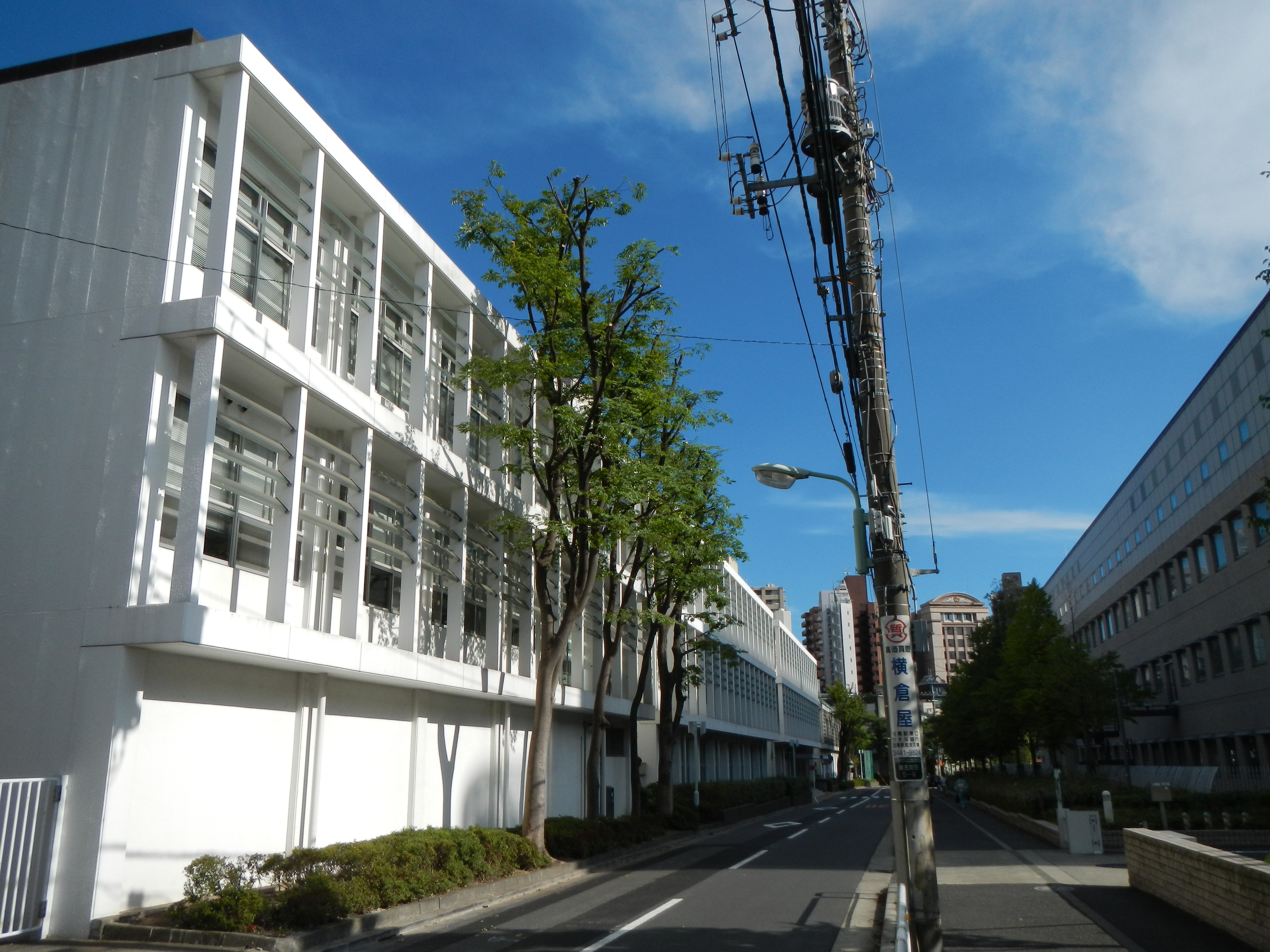
東京医療保健大学（道路左側）とNTT東日本関東病院（右側）

- 三井住友五反田ビル（三井住友銀行五反田支店）
- 須賀ビルディング
- 坂本商店五反田本店
- 電波新聞社
- 五反田有楽街
- 宝塔寺
- 雉子神社
- 幸福の科学総合本部
- 在東京ブラジル総領事館
- 在東京ペルー総領事館
- ティーパワーズ本社

東五反田二丁目
- 品川区立日野学園
- オーバルコート大崎
  - コムシスホールディングス本社
- ライフ東五反田店
- 大崎リバーウォークガーデン（イマジカ本店跡地。2027年竣工予定）
- 株式会社日本総合研究所（登記上の本店）
- 品川区立五反田ふれあい水辺広場
  - さくらテラス五反田
- 大崎フォレストビルディング
  - 日本クロージャー本社
- 住友不動産大崎ツインビル西館（2025年4月竣工。ただし、同ビルの東館は北品川5丁目にある）

東五反田三丁目
- 清泉女子大学
- ソニーコンピュータサイエンス研究所
- 住友不動産高輪パークタワー
- 7025フランクリン・アベニュー（ハンバーガー・レストラン）
- ヌキテパ（フランス料理店）

東五反田四丁目
- 東京医療保健大学
- 相生坂

東五反田五丁目
- NTT東日本関東病院
- 品川区立池田山公園
- 品川区立ねむの木の庭（元正田邸、上皇后美智子の生家跡）
- インドネシア大使館
- 北マケドニア大使館
- ベラルーシ大使館

## かつての施設
- キャッツ・シアター (2004 - 2009)
- ジャパンライム本社
- シーメンス日本法人本社（高輪パークタワー内、1994 - 2012）

## ギャラリー

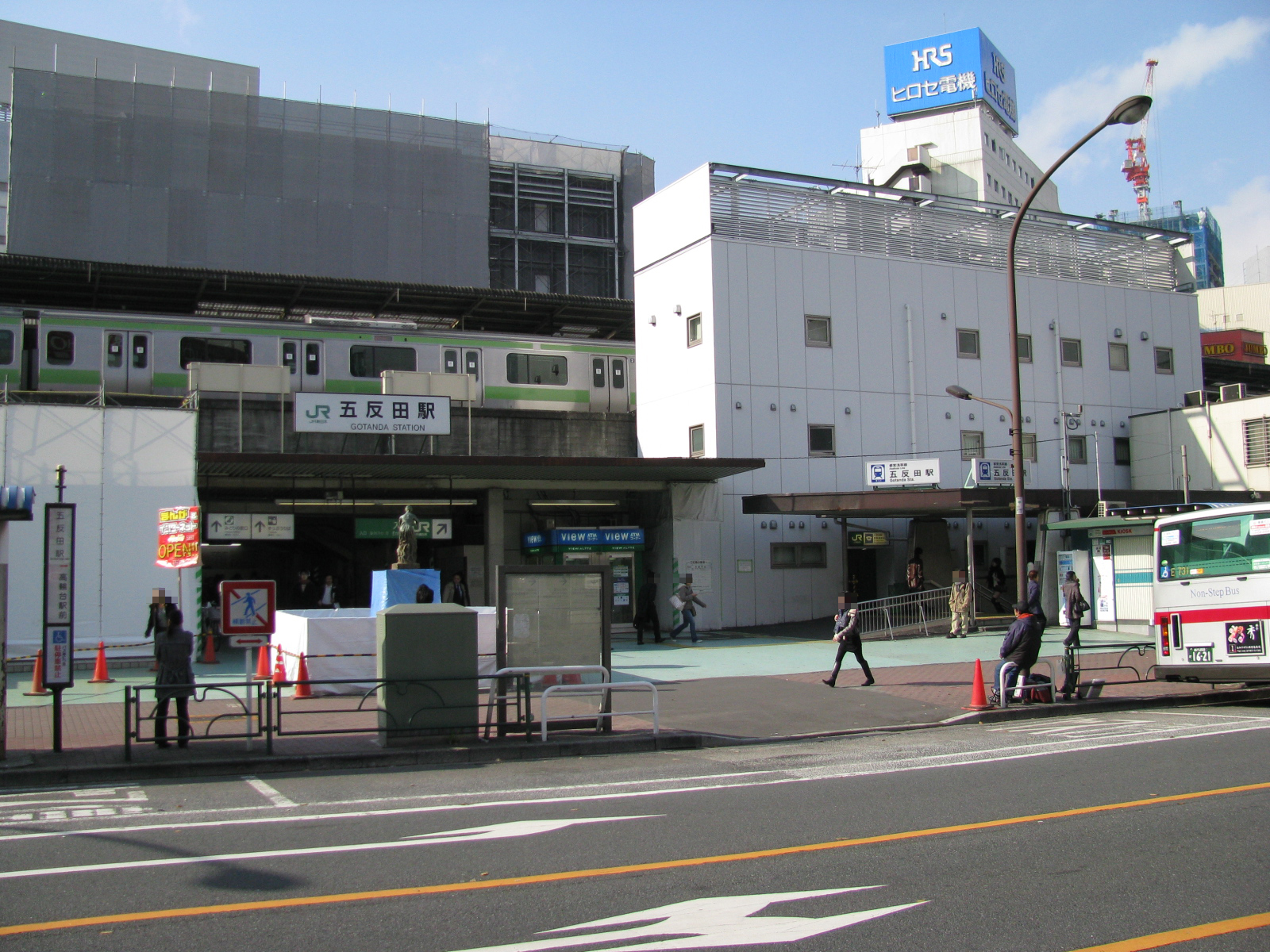
五反田駅
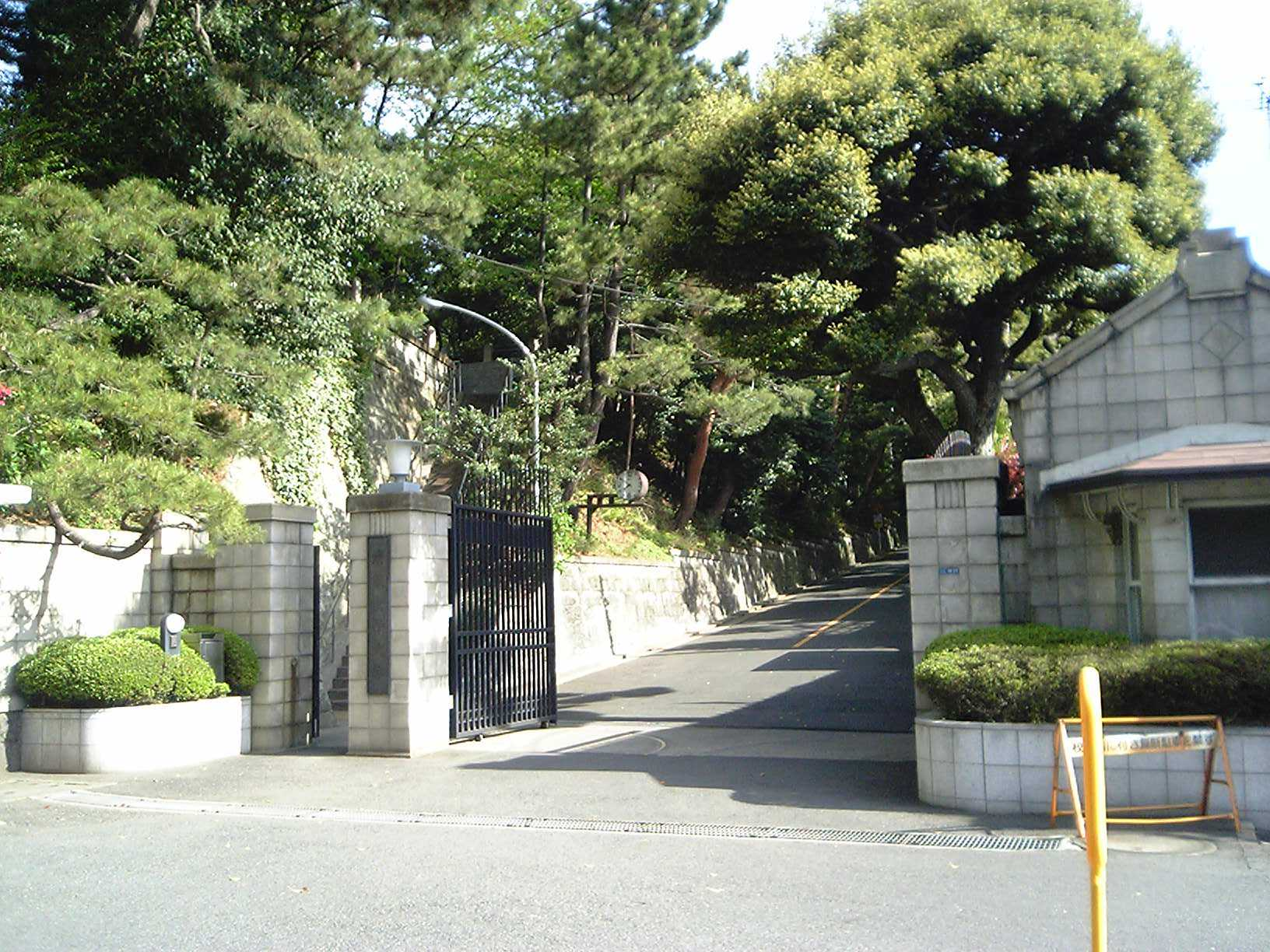
清泉女子大学
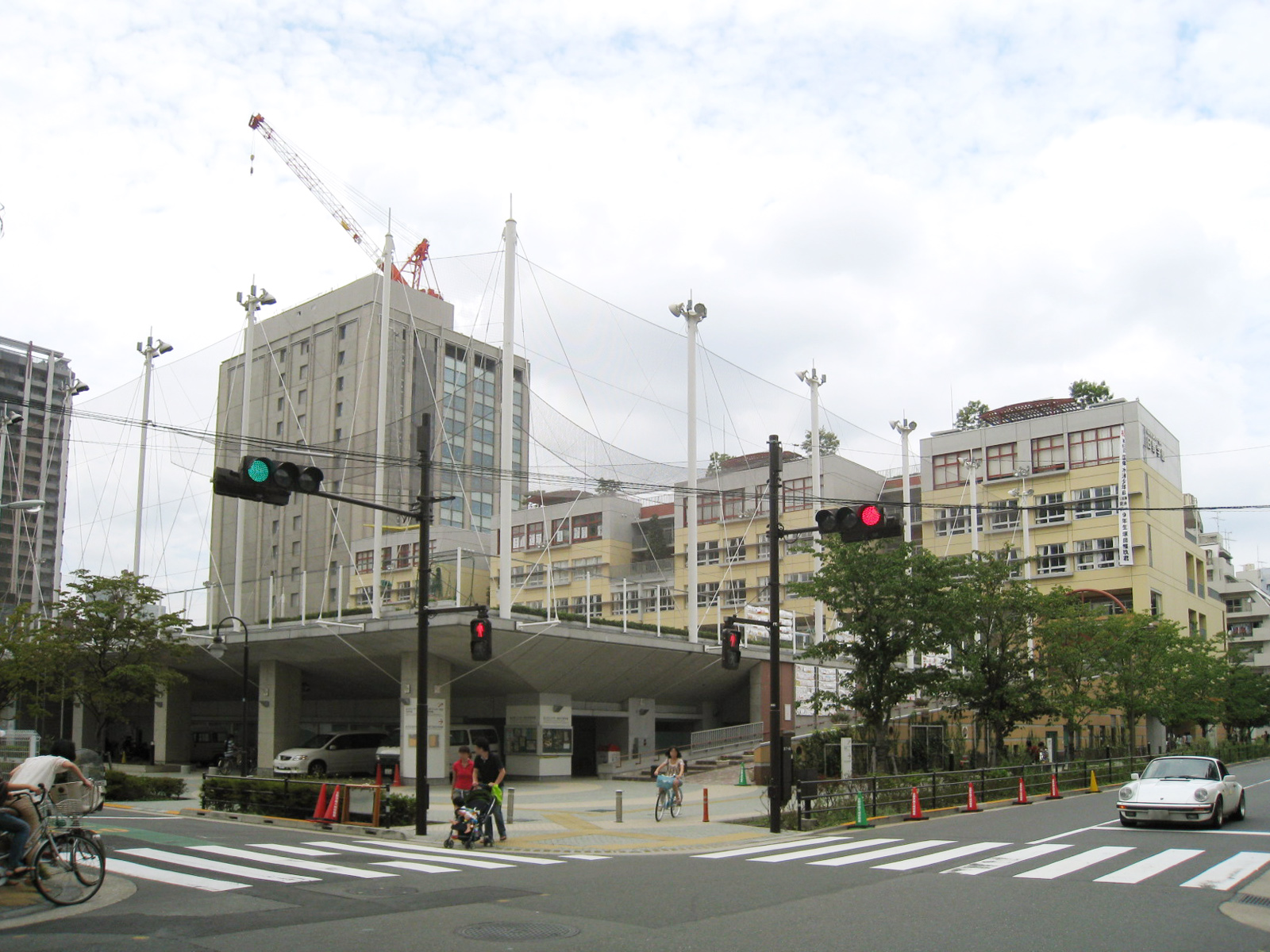
日野学園
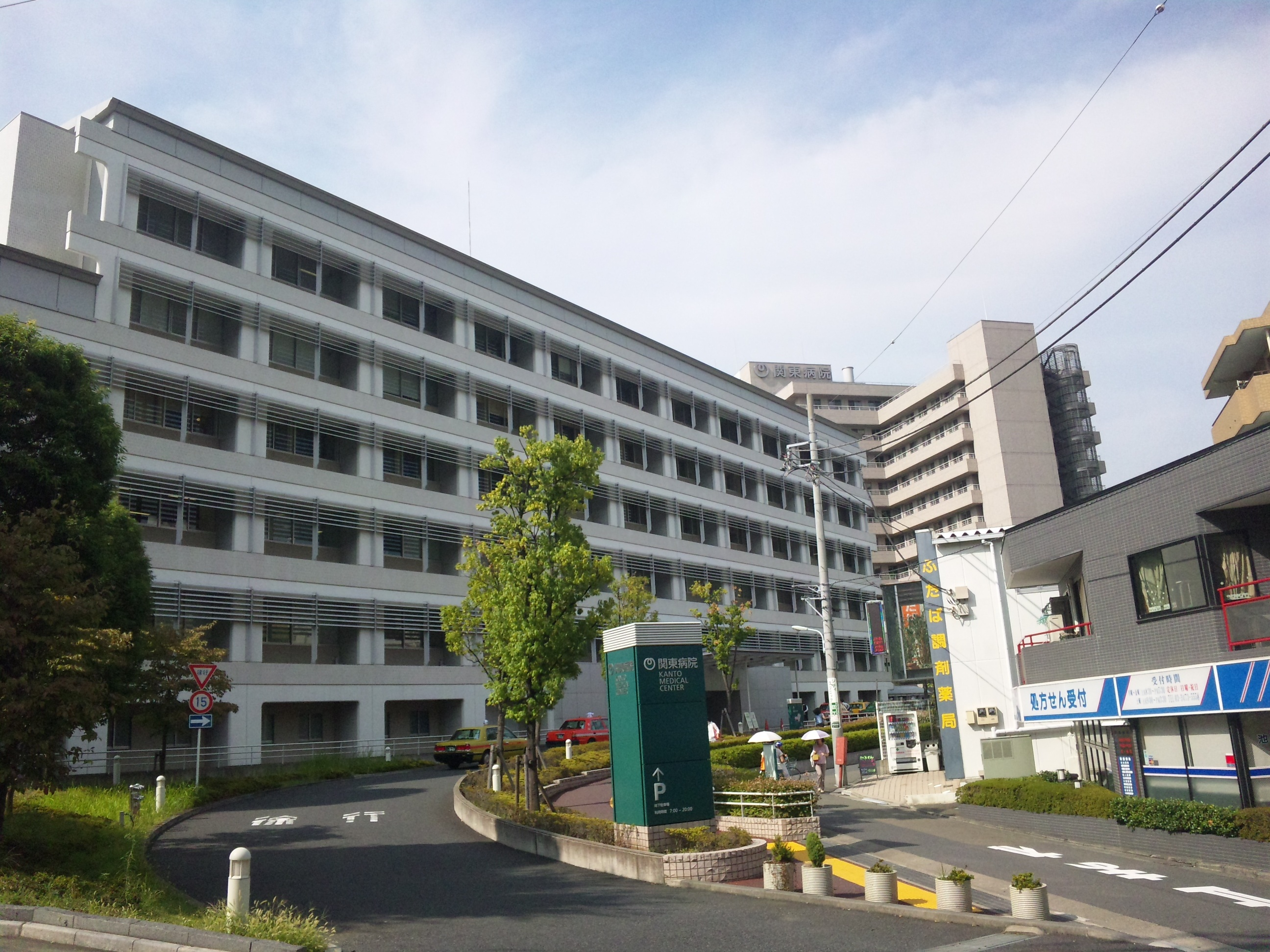
NTT東日本関東病院

## その他

### 日本郵便
- 郵便番号 : 141-0022[3]（集配局 : 大崎郵便局[16]）。